# Per Steinar Nordlien
Per Steinar Nordlien (* 3. März 1956) ist ein ehemaliger norwegischer Skispringer.

## Werdegang
Nordlien bestritt mit der Vierschanzentournee 1977/78 sein erstes internationales Turnier. Er blieb jedoch ohne großen Erfolg. Seine beste Platzierung war ein 16. Platz in Innsbruck. 1979 wurde Nordlien für den neu geschaffenen Skisprung-Weltcup in den Nationalkader aufgenommen und bestritt am 30. Dezember 1979 sein erstes Weltcup-Springen beim Auftaktspringen zur Vierschanzentournee 1979/80 in Oberstdorf. Nordlien blieb jedoch in diesem wie auch den anderen drei Springen der Tournee erfolglos. In seinem ersten Weltcup nach der Tournee im polnischen Zakopane erreichte er mit dem 15. Platz seinen ersten Weltcup-Punkt. Auch im zweiten Springen konnte er mit dem 9. Platz Weltcup-Punkte gewinnen. Beim Skifliegen in Vikersund am 2. März 1980, Nordliens letztes Weltcup-Springen, erreichte er den 13. Platz. Die Saison 1979/80 beendete er am Ende mit 12 Punkten auf dem 62. Platz.

## Statistik

### Weltcup-Platzierungen
| Saison  | Platz | Punkte |
| ------- | ----- | ------ |
| 1979/80 | 61.   | 12     |